# Семенюк, Захар Владимирович
Заха́р Влади́мирович Семеню́к (24 марта 1919; село Бейзимовка ныне Чудновского района Житомирской области, Украина — 17 мая 1958) — Герой Советского Союза (28 января1943), полковник (1949; понижен до подполковника в 1956, восстановлен в 1957). Военный лётчик 1-го класса (1954).

## Биография
Родился 24 марта 1919 года в селе Бейзимовка ныне Чудновского района Житомирской области (Украина). Украинец. В 1933 году окончил 7 классов школы в селе Карповцы (Чудновский район), в 1935 году — ФЗУ. Работал котельщиком-сборщиком на заводе «Прогресс» в городе Бердичев (Житомирская область). В 1937 году окончил Винницкий аэроклуб.
В армии с марта 1938 года. В 1938 году окончил Одесскую военную авиационную школу лётчиков. Служил в строевых частях ВВС (в Московском и Ленинградском военных округах).
Участник Советско-финляндской войны: в феврале-марте 1940 — командир звена 153-го истребительного авиационного полка. Совершил несколько боевых вылетов на истребителе И-153, был награждён медалью «За отвагу».
В 1941 году окончил Полтавские курсы усовершенствования штурманов ВВС.
Участник Великой Отечественной войны: в июле-октябре 1941 — командир звена истребительной авиаэскадрильи Полтавских авиакурсов; в октябре 1941-январе 1943 — заместитель командира авиаэскадрильи и штурман 512-го истребительного авиационного полка. Воевал на Юго-Западном, Донском и Сталинградском фронтах. Участвовал в оборонительных боях на Украине, в районе Ростова-на-Дону и Харькова, в Сталинградской битве. 5 августа 1942 года был сбит в воздушном бою, совершил вынужденную посадку на передовой. К январю 1943 года совершил 357 боевых вылетов, из них: на сопровождение штурмовиков и бомбардировщиков — 149, на разведку — 67, на штурмовку аэродромов и войск — 22, остальные вылеты на прикрытие своих войск на поле боя. Провёл 95 воздушных боёв, в ходе которых лично сбил 14 и в составе группы 4 самолёта противника. Совершил 23 вылета на разведку особо важных объектов.
Указом Президиума Верховного Совета СССР «О присвоении звания Героя Советского Союза начальствующему составу Военно-Воздушных сил Красной Армии» от 28 января 1942 года за «образцовое выполнение боевых заданий командования на фронте борьбы с немецкими захватчиками и проявленными при этом отвагу и геройство» удостоен звания Героя Советского Союза с вручением ордена Ленина и медали «Золотая Звезда».
В январе 1943-марте 1945 (c октября 1944 года не летал по состоянию здоровья) — лётчик-инспектор по технике пилотирования 220-й (с февраля 1943 года — 1-й гвардейской) истребительной авиационной дивизии. Воевал на Южном, Степном, Центральном и 1-м Белорусском фронтах. Участвовал в Курской битве, освобождении Левобережной Украины и Белоруссии. Всего за время войны совершил 453 боевых вылета на истребителях И-16, ЛаГГ-3, Як-1, Як-7 и Р-39 «Аэрокобра», в 107 воздушных боях сбил лично 16 и в составе группы 5 самолётов противника (согласно наградных документов, но по исследованию М. Ю. Быкова «Все асы Сталина», оперативными и отчетными документами подтверждены 12 личных и 5 групповых побед аса).
С марта 1945 года обучался в Военно-воздушной академии (Монино), но в октябре 1945 года был отчислен по состоянию здоровья. В 1945—1947 — начальник отделения перелётов Управления Штаба ВВС Таврического военного округа.
В 1947 году вернулся на лётную работу, стал заместителем командира истребительного авиаполка (в Таврическом военном округе). В 1949 году окончил Липецкие высшие офицерские лётно-тактические курсы. Командовал истребительным авиаполком в авиации ПВО (на Дальнем Востоке). С 1954 года — заместитель командира, а с 1955 года — командир 254-й истребительной авиадивизии (Амурская армия ПВО). С июня 1956 года — заместитель командира и командир 82-й истребительной авиадивизии (Куйбышевский корпус ПВО).
Жил в Хабаровске, с 1956 года — в городе Куйбышев (ныне — Самара). Полковник З. В. Семенюк погиб при выполнении полёта на самолёте 17 мая 1958 года. Похоронен на Марковском кладбище в городе Йошкар-Ола (Республика Марий Эл).

## Награды
- Герой Советского Союза (28.01.1943);
- два ордена Ленина (18.07.1942, 28.01.1943);
- два ордена Красного Знамени (6.11.1941, 9.11.1942);
- орден Отечественной войны 1-й степени (19.08.1944);
- два ордена Красной Звезды (21.08.1953, 22.02.1955);
- медаль «За отвагу» (1940);
- медаль «За боевые заслуги» (1948);
- другие медали;
- китайская медаль «Китайско-советской дружбы» (19.10.1955).

## Память
В 1947 году художник М. П. Крошицкий выполнил его портрет - «Герой Советского Союза С. Семенюк». 
Его именем названа улица в городе Йошкар-Ола (Республика Марий Эл).